# Parafia św. Jerzego w Osowie
Parafia św. Jerzego w Osowie – rzymskokatolicka parafia znajdująca się w diecezji grodzieńskiej, w dekanacie Raduń, na Białorusi.
Od drugiej połowy XVIII w. do parafii należy kaplica filialna pw. św. Jana Chrzciciela w Podhorodnie.

## Historia
Pierwszy, drewniany kościół w Osowie powstał w 1666 i został ufundowany przez ówczesnego właściciela wsi Kazimierza Franckiewicza. W 1732 został on przebudowany lub powstała nowa świątynia fundacji Jerzego Radziwiłła. Przy kościele istniała parafia. W pierwszym dziesięcioleciu XX w., ze względu na zbyt małą powierzchnię świątyni w stosunku do liczby wiernych, postanowiono wybudować nowy, obecny kościół, który oddano do użytku w 1909 i w kolejnym roku poświęcono.
W latach międzywojennych parafia leżała w archidiecezji wileńskiej, w dekanacie Bieniakonie. Przed II wojną światową liczyła ponad 4300 wiernych.
W czasach komunizmu parafia funkcjonowała. Władze komunistyczne znacjonalizowały plebanię.
W 1994 kościół został konsekrowany przez biskupa grodzieńskiego Aleksandra Kaszkiewicza.